# Harriet Beecher Stowe
Harriet Elizabeth Beecher Stowe (Litchfield, 14 giugno 1811 – Hartford, 1º luglio 1896) è stata una scrittrice e attivista statunitense, autrice del romanzo La capanna dello zio Tom e promotrice della causa abolizionista.

## Biografia
Harriet Beecher Stowe, settima figlia del ministro calvinista e pastore congregazionista Lyman Beecher, fu allevata con i suoi nove fra fratelli e sorelle, in un'atmosfera di grande religiosità. Nel 1832 il reverendo Beecher si trasferì a Cincinnati, vicino al confine dell'Ohio, per fondarvi un seminario, e vi condusse i figli. Nel 1836 la ragazza sposò un collega del padre, Calvin Stowe, eccentrica figura di teologo; il matrimonio sarà allietato da una numerosa prole (sette figli).
Nonostante gli impegni familiari, Harriet, su cui il nativo Nuova Inghilterra esercitò un invincibile, nostalgico fascino, cominciò a scrivere. Esordì con una serie di bozzetti su «scene e tipi fra i discendenti dei Padri Pellegrini»; questi contributi saranno raccolti e pubblicati nel 1843 sotto il titolo di Mayflower. Seguirono alcune operette di economia domestica, raccolte di canzoni e racconti popolari del New England e altri brevi scritti d'occasione. Nel corso di quegli anni la Stowe cominciò a nutrire accese simpatie per il movimento antischiavista, sostenuto anche dal padre e dalla cognata, Catherine Beecher.
Nel 1850, di ritorno nella Nuova Inghilterra, Harriet, vivamente colpita da una lettera di Catherine, decise di scrivere un'opera volta a illustrare le tristi condizioni degli schiavi. Tornata nell'Est, pubblicò a puntate sul "National Era" (un giornale di Washington di impronta abolizionista) il romanzo La capanna dello zio Tom (Uncle Tom's cabin, 1852), che ebbe una immensa popolarità e sortì un ruolo importante nel promuovere la causa abolizionista. Secondo un noto aneddoto, il presidente Abraham Lincoln, incontrando l'autrice, le avrebbe detto: "So, you are the little lady who caused this big war".
Tra i romanzi successivi, che non ebbero la grande notorietà del primo, si ricordano: Dred, racconto della palude desolata (Dred: a tale of the great dismal swamp, 1856, continuazione de La capanna dello zio Tom) e Cittadini d'altri tempi (Oldtown folks, 1869). La Stowe fu anche sostenitrice del vegetarianismo e fautrice di iniziative legislative per la protezione degli animali.

## Opere
- Mayflower (1843)
- La capanna dello zio Tom (1852)
- Dred: una storia della grande palude (1856)
- Corteggiamento del pastore (1859)
- Cittadini d'altri tempi (1869)
- Mia moglie ed io (1871)
- Palmetto Leaves (1873)
- Gente di Poganuc (1878)